# Salles-la-Source
Salles-la-Source é uma comuna francesa na região administrativa de Occitânia, no departamento de Aveyron. Estende-se por uma área de 78,03 km². Em 2010 a comuna tinha 2 317 habitantes (densidade: 29,7 hab./km²).